# Prix Lafontaine
Le prix Lafontaine, de la fondation du même nom, est un ancien prix biennal, créé en 1920 par l'Académie française et « décerné à un ouvrage de philosophie et de littérature morale, c’est-à-dire pouvant être lu par tous ».

## Liste des lauréats
- 1922 : 
  - Marc-René de Voyer Argenson (1875-1931) pour Pénombre
- 1924 : 
  - Marie Maugeret pour Vieilles gens et vieilles choses
- 1926 : 
  - Émile Couteau (1837-1931) pour Fables et apologues
- 1928 : 
  - Léon Pineau pour Les contes du grand-père
- 1930 : 
  - Michel Davet
- 1932 : 
  - Henri Pradel pour Comment former les hommes
- 1934 : 
  - Annie Le Guern pour Le miroir vivant
- 1938 : 
  - Jeanne Danemarie ou Marthe Ponet-Bordeaux (1873-1964)[2] pour Jeanne Mance au Canada
  - Fernand Heusghem pour Jeunesse 1914–1918 : Souvenirs de l'occupation
  - Sander Pierron pour La bataille lorraine ou La montagne de la Croix
- 1940 : 
  - André Tattegrain (1906-1966) pour La Fleur
- 1942 : 
  - Guillaume Ducastel (18..-1943) pour Horizons et perspectives littéraires
- 1944 : 
  - Henri Douillet pour La Religion de la Patrie
- 1952 : 
  - Valérie Delfolie pour Le Chant et la Musique
  - Claude Esil pour Le pionnier de la grand’route
  - Angèle Maraval-Berthoin (1875-1961) pour Dâssine, sultane du Hoggar
  - Paul Marrès (1893-1974) pour La vigne et le vin en France
- 1962 : 
  - Jean Gautier (prêtre, 1895-19..) pour Barbey d’Aurévilly
- 1964 : 
  - René Silvain pour Les origines de la pensée moderne
- 1966 : 
  - Simone Cazac-Hebert pour Bayembo
- 1970 : 
  - Germain Chauvel et Georges Gorrée (1908-1977) pour Albert Peyriguère, vie et spiritualité
- 1974 : 
  - Jacques Boell pour L’Avalanche
- 1976 : 
  - Michel Ballerini pour Le roman de montagne en France
  - Charles Salmon pour L’Empire des Gaules
- 1978 : 
  - France du Guerand pour À l’écoute du silence
  - Ernest Guynot (1879-1983) pour Bernadette d’après ses contemporains
- 1980 : 
  - Charles Molette pour Un chemin de feu (Mère Laurentia Sibien, 1891-1943)
- 1982 : 
  - Jean Delage (journaliste, 18..-19..) pour Ma vie à cœur ouvert
- 1988 : 
  - Jean de Miollis pour La passion de la vérité chez Simone Weil, 1909-1943